# Dohem
Dohem – miejscowość i gmina we Francji, w regionie Hauts-de-France, w departamencie Pas-de-Calais.
Według danych na rok 1990 gminę zamieszkiwało 705 osób, a gęstość zaludnienia wynosiła 77 osób/km² (wśród 1549 gmin regionu Nord-Pas-de-Calais Dohem plasuje się na 666. miejscu pod względem liczby ludności, natomiast pod względem powierzchni na miejscu 374.).